# Benthamia chlorantha
Benthamia chlorantha là một loài thực vật có hoa trong họ Lan. Loài này được (Spreng.) Garay & G.A.Romero mô tả khoa học đầu tiên năm 1998.